# Округ Вермилион (Илиноис)
Вермилион (енгл. Vermilion County) је округ у америчкој савезној држави Илиноис.

## Демографија
По попису из 2010. године број становника је 81.625, што је 2.294 (-2,7%) становника мање 2000. године.
| Група             | 2000.          | 2010.          |
| Белци             | 71.038 (84,7%) | 65.590 (80,4%) |
| Афроамериканци    | 8.882 (10,6%)  | 10.571 (13,0%) |
| Азијати           | 498 (0,6%)     | 564 (0,7%)     |
| Хиспаноамериканци | 2.504 (3,0%)   | 3.441 (4,2%)   |
| Укупно            | 83.919         | 81.625         |